# Тирін Михайло Юрійович
Михайло Юрійович Тирін (рос. Михаил Юрьевич Тырин, 23 жовтня 1970, Мещовськ) — російський письменник-фантаст, лауреат кількох російських премій фантастики.

## Біографія
Михайло Тирін народився у Калузькій області. Після закінчення середньої школи він спочатку протягом року навчався у МВТУ імені Баумана, далі навчався у Калузькому педагогічному інституті на філологічному факультеті, який закінчив у 1992 році. Після закінчення навчання Тирін нетривалий час працював журналістом у Калузі, після чого перейшов на роботу до органів внутрішніх справ. Працював співробітником прес-центру Калузького обласного управління внутрішніх справ, у 1995 році у званні лейтенанта був співробітником прес-центру російських військ у Чечні. З 1996 року Михайло Тирін розпочав займатися літературною діяльністю. Першим його опублікованим фантастичним твором стало оповідання «Малі можливості». У 1997 році виходить перша збірка автора «Тінь покровителя», яка наступного року отримала премію «Старт» як кращий дебютний фантастичний твір. Пізніше Тирін покинув роботу в органах внутрішніх справ, працював журналістом, за кілька років став професійним письменником. У 1998 році він опублікував свій дебютний роман «Фантомний біль», у 2000 році вийшов друком роман «Діти іржі», а в 2001 році роман «Тварюка непереможна». У 2002 році письменник опублікував роман «Синдикат „Громовержець“». У 2009 і 2011 роках вийшли друком два романи дилогії «Кладовище богів» — у 2009 році однойменний з дилогією роман, а в 2011 році роман «Легіони хаосу». У 2014 році разом із Сергієм Лук'яненком він написав третій роман міжавторського циклу «Центрум» під назвою «Самоволка». У 2017 році разом із Валентином Холмогоровим опублікував четвертий роман цього циклу під назвою «Розлом».

### Романи
- 1998 — Фантомная боль
- 1999 — Дети ржавчины
- 2001 — Тварь непобедимая
- 2002 — Жёлтая линия
- 2002 — Синдикат «Громовержец»
- 2005 — Отражённая угроза
- 2008 — Контрабандист
- 2009 — Кладбище богов
- 2011 — Легионы хаоса
- 2014 — Самоволка (у співавторстві з Сергієм Лук'яненком)
- 2017 — Разлом (у співавторстві з Валентином Холмогоровим)

### Повісті
- 1996 — Грехи ночного неба
- 1996 — Последняя тайна осени
- 1998 — Истукан
- 2001 — Заговор обречённых
- 2001 — Отпусти зверя
- 2001 — Пустоземские камни
- 2011 — Лекарь
- 2014 — «Будет немножечко больно»

### Оповідання
- 1990 — Закон протеста
- 1996 — Малые возможности
- 1999 — Месть минотавра
- 2001 — Что останется нам?
- 2002 — Стерва
- 2005 — Кнопочные солдаты
- 2005 — Кратчайший путь
- 2006 — Рассказ, присланный на конкурс фантастов
- 2009 — Колесо судьбы
- 2011 — Тайная комната
- 2012 — Производственный рассказ
- 2013 — Мутная вода
- 2013 — Сердце врага
- 2014 — Отпуск за храбрость
- 2016 — Домашняя работа
- 2017 — Законник
- 2017 — Крестник
- 2019 — Гражданский ордер
- 2020 — Будьте готовы! Всегда готовы!

### Збірки
- 1997 — Тень покровителя
- 2001 — Истукан